# Look Sharp!
Look Sharp! – drugi album studyjny szwedzkiego duetu Roxette. Został wydany 21 października 1988 i przyniósł nieznanemu dotąd zespołowi międzynarodowy rozgłos i karierę. Głównie dzięki takim przebojom jak The Look, Dressed for Success, Listen to Your Heart i Dangerous płyta rozeszła się w ilości 9 milionów egzemplarzy.
Większość utworów z Look Sharp! w porównaniu do utworów z poprzedniego albumu Pearls of Passion jest bardziej rockowa. Cechuje je większa dynamika i nowoczesność brzmienia. Obok nich występują spokojne, nastrojowe ballady, m.in. Listen to Your Heart czy Cry.
W Polsce album został wydany przez wytwórnię Pronit w 1989 roku.

## Lista utworów
1. The Look – 3:57
2. Dressed for Success – 4:09
3. Sleeping Single – 4:38
4. Paint – 3:30
5. Dance Away – 3:25
6. Cry – 5:19
7. Chances – 4:57
8. Dangerous – 3:49
9. Half a Woman, Half a Shadow – 3:35
10. View From a Hill – 3:40
11. (I Could Never) Give You Up – 3:58
12. Shadow of a Doubt – 4:14
13. Listen to Your Heart – 5:29